# Kouinine
Kouinine là một đô thị thuộc tỉnh El Oued, Algérie. Dân số thời điểm năm 2002 là 7.571 người.